# Правда (Одесская область)
Правда (укр. Правда) — село, относится к Кодымскому району Одесской области Украины.
Население по переписи 2001 года составляло 90 человек. Почтовый индекс — 66050. Телефонный код — 4867. Занимает площадь 0,3 км². Код КОАТУУ — 5122555502.

## Местный совет
66050, Одесская обл., Кодымский р-н, пгт Слободка